# Бриджмен, Роберт, 2-й виконт Бриджмен
Генерал-майор Роберт Клайв Бриджмен, 2-й виконт Бриджмен (англ. Robert Clive Bridgeman, 2nd Viscount Bridgeman; 1 апреля 1896 — 17 ноября 1982) — британский пэр и офицер. Он был известен как  Достопочтенный Роберт Бриджмен с 1929 по 1935 год.

## Происхождение и образование
Родился 1 апреля 1896 года в Лондоне и был крещен в соборе Святого Павла. Старший сын Уильяма Бриджмена, 1-го виконта Бриджмена (1864—1935), и его жены Кэролайн Беатрикс Паркер (1873—1961), дочери достопочтенного Сесила Томаса Паркера. Он получил образование в Итонском колледже.
14 августа 1935 года после смерти своего отца Роберт Бриджмен унаследовал титул 2-го виконта Бриджмена из Ли в графстве Шропшир, став членом Палаты лордов Великобритании.

## Военная карьера

### Первая мировая война
Роберт Бриджмен стал вторым лейтенантом в стрелковой бригаде в 1914 году и служил во время Первой мировой войны. Он был повышен до лейтенанта в 1916 году, и получил Военный крест в следующем году.
После войны он был личным секретарем своего отца в 1918 году и стал капитаном в 1921 году. Он посещал Штабной колледж в Кемберли с 1927 по 1928 год. Затем он был переведен в качестве бревет-майора в 7-ю пехотную бригаду в 1932 году . Роберт Бриджмен занимал эту должность до 1934 года и стал бревет-подполковником в следующем году, будучи одновременно назначенным в военное министерство в качестве офицера генерального штаба.

### Вторая мировая война
Роберт Бриджмен вышел в отставку на половинное жалованье в 1937 году, однако был восстановлен в Британских экспедиционных силах с началом Второй мировой войны. Он был награжден Орденом за выдающиеся заслуги в июле 1940 года после эвакуации из Дюнкерка и командовал 145-й пехотной бригадой, частью 48-й (Южно-Мидлендской) пехотной дивизии, формирования Территориальной армии, недавно вернувшейся из Дюнкерка. Он стал первым заместителем директора, затем генеральным директором Национальной гвардии, а также Tерриториальной армии в следующем году. В 1942 году Роберт Бриджмен был повышен до звания полковника и временно генерал-майора. Он был назначен заместителем генерал-адъютанта в Военное министерство в 1944 году, и занимал эту должность до конца войны . В 1951 году виконт Бриджмен вышел в отставку, получив звание почетного генерал-майора.

## Поздние годы
Роберт Бриджмен был назначен кавалером ордена Бани в 1944 году и стал почетным полковником 4-го батальона Королевского Шропширского легкопехотного полка в 1949 году. Он также был заместителем лейтенанта, в 1951 году он был назначен лордом-лейтенантом Шропшира. Представляя графство также в качестве мирового судьи, он занимал должность лорда-лейтенанта до 1970 года. В 1954 году он был назначен рыцарем-командором Ордена Британской империи, а 1955 году — рыцарем Ордена госпиталя Святого Иоанна Иерусалимского.

## Семья
12 июня 1930 года он женился на Достопочтенной Мэри Кэтлин Лейн Фокс (19 августа 1905 — 24 июля 1981), второй дочери Джорджа Лейн-Фокса, 1-го барона Бингли, и достопочтенной Мэри Агнес Эмили Вуд. У супругов было трое дочерей :
- Достопочтенная Энн Кэролайн Мэри Бриджмен (30 июля 1932 — 7 августа 2016), в 1955 году она вышла замуж за преподобного Николаса Дэвида Стейси, от брака с которым у неё было трое детей.
- Достопочтенная Сьюзан Элизабет Бриджмен (19 октября 1935 — 26 августа 2013), в 1962 году она вышла замуж за Дэвида Кеннета Дадли Фостера, от брака с которым у неё было трое сыновей.
- Достопочтенная Мэри Селина Бриджмен (14 января 1940 — 30 марта 2019), в 1962 году она вышла замуж за Джереми Дэвида Бэгота Бейлисса, от брака скоторым у неё было трое сыновей.

Виконт Бриджмен скончался 17 ноября 1982 года в возрасте восьмидесяти шести лет и был похоронен на церковном кладбище в Хоупе около Минстерли, Шропшир. Ему наследовал виконтство его племянник Робин Бриджмен, сын его младшего брата Джеффри. Его младшая дочь, Мэри Селина Бейлисс, продолжала служить как главным шерифом Беркшира, так и лордом-лейтенантом Беркшира.